# کولبر نیوز
کولبر نیوز یک وبسایت خبری به سه زبان فارسی، کردی و انگلیسی است که اخبار مربوط به کولبران و جنبش‌های اجتماعی کردستان و ایران را پوشش می‌دهد.

## گزارشات سالانه
یکی از اقدامات برجسته کولبر نیوز، انتشار گزارش‌های سالانه است که به‌طور دوره‌ای (شش‌ماهه و یکساله) و به تفکیک سال شمسی و میلادی، به بررسی وضعیت کولبران در ایران می‌پردازد. این گزارش‌ها که با گردآوری اطلاعات از منابع مختلف و همچنین گزارش‌های میدانی تهیه می‌شوند.
در این بخش، تعداد کولبرانی که در اثر تیراندازی نیروهای مرزبانی، سقوط از ارتفاع، مینهای زمینی و سایر مخاطرات جان خود را از دست داده‌اند یا مجروح شده‌اند، به تفکیک استان و ماه ارائه می‌شود. به‌طور تفصیلی به شرح وقایع مربوط به بازداشت، ضرب و شتم، تیراندازی و سایر اقدامات خشونت‌آمیز علیه کولبران پرداخته می‌شود.
همچنین به بررسی عواملی که افراد را به کولبری سوق می‌دهد، مانند فقر، بیکاری و فقدان فرصت‌های شغلی مناسب، پرداخته می‌شود.
گزارش‌های سالانه کولبر نیوز به دلایل زیر از اهمیت بالایی برخوردارند:
به‌عنوان منبعی موثق و مستقل برای اطلاع‌رسانی از وضعیت کولبران در ایران عمل می‌کنند. نقض حقوق بشر علیه کولبران را مستندسازی می‌کنند. به افزایش آگاهی عمومی در مورد معضل کولبری کمک می‌کنند. زمینه را برای مطالبهٔ حقوق کولبران و یافتن راه‌حل‌های پایدار برای این معضل فراهم می‌کنند.
کولبر نیوز ادعا دارد که در کنار انعکاس درد و رنج کولبران، به عنوان صدای رسای آنان نیز عمل می‌کند و در جهت تحقق حقوق اولیه این قشر محروم و زحمتکش تلاش می‌کند.
برخی از آمار و ارقام منتشر شده در گزارش‌های سالانه کولبر نیوز به این شرح است:
در سال ۱۴۰۲، در مجموع ۴۴۴ کولبر در مناطق مرزی ایران کشته یا مجروح شدند. از این تعداد، ۳۴ نفر بر اثر تیراندازی مستقیم نیروهای مرزبانی جان خود را از دست دادند. سایر علل مرگ و میر کولبران شامل سقوط از ارتفاع، تصادف، انفجار مین و غرق شدن در رودخانه‌ها بود. استان‌های کردستان، کرمانشاه و آذربایجان غربی بیشترین آمار تلفات کولبران را در سال ۱۴۰۲ داشتند. گزارش‌های کولبر نیوز نشان‌دهندهٔ عمق فاجعه‌ای است که کولبران در ایران با آن روبرو هستند.
در شش‌ماههٔ نخست سال ۲۰۲۴ میلادی، جمعاً ۲۷۰ کولبر در مناطق مرزی و مسیرهای بین جاده‌ای استان‌های آذربایجان‌غربی، کردستان و کرمانشاه بر اثر عواملی همچون تیراندازی مستقیم نیروهای نظامی رژیم، بهمن و سرمازدگی، رفتن روی مین، سقوط از کوه و ارتفاع و سایر موارد کشته و زخمی شده‌اند.
- از این تعداد جمعاً ۳۴ کولبر معادل (۱۳٪) کشته و ۲۳۶ کولبر معادل (۸۷٪) زخمی شدند.
- افزایش ۲۱۸٪ کشته و زخمی شدن کولبران در مقایسه با نیمه نخست سال ۲۰۲۳
- از مجموع ۲۷۰ کولبر که در شش‌ماهه نخست سال ۲۰۲۴ کشته و زخمی شده‌اند، جمعاً ۲۲۲ مورد معادل (۸۲٪) با تیراندازی مستقیم یا ضرب و شتم توسط نیروهای نظامی رژیم صورت گرفته است.
- از مجموع ۲۷۰ کولبری که در شش‌ماهه نخست سال ۲۰۲۴ در نوار مرزی کردستان کشته و زخمی شده‌اند، ۲۰ نفر از آن‌ها کودکان زیر ۱۸ سال هستند.[۱۷]

## حمله سایبری به وبسایت
در روز جمعه ۲۸ اردیبهشت ۱۴۰۳، در جریان یک حمله سایبری گسترده، هکرهایی از جمهوری اسلامی به سرورهای وب سایت کولبر نیوز حمله کرده و آنها را از کار انداختند. به مدت ۱۲ ساعت دسترسی به این وب سایت غیرممکن شد. با این حال، در روز شنبه ۲۹ اردیبهشت ۱۴۰۳، این وب سایت دوباره آنلاین شد.

## پوششخیزش ۱۴۰۱ ایران
همزمان با قتل مهسا امینی و شروع خیزش ۱۴۰۱ ایران، کولبر نیوز به صورت گسترده به پوشش اخبار و رویدادهای ایران و کردستان پرداخت. این رسانه اولین رسانه بود که با انجام مصاحبه با عرفان مرتضایی پسرخاله مهسا امینی، مرگ او را به صورت رسمی اعلام کرد. زانا سعیدزاده عضو هیئت مدیره کولبر نیوز در مصاحبه با وبسایت ایران وایر گفت که از ۲۵شهریور۱۴۰۱، برابر با ۱۶ سپتامبر۲۰۲۲، هم‌زمان با تجمع مردم معترض به قتل حکومتی «ژینا (مهسا) امینی»، دختر کرد به دست گشت ارشاد در مقابل بیمارستان «کسری» تهران و شروع اعتراضات سراسری تا پایان سال ۲۰۲۲ میلادی، ۲۵ کولبر در مرزهای کردستان کشته و زخمی شده‌اند. از این ۲۵ تن، ۱۱ کولبر در پی شلیک مستقیم نیروهای مرزبانی جان‌باخته و ۱۴ تن دیگر نیز زخمی شده‌اند.
او با اشاره به روز جان‌باختن مهسا امینی گفت، در همین روز یک کولبر کرد به نام «اسماعیل عبدی» در مرز نوسود هدف گلوله نیروهای مرزبانی قرار گرفت و جان خود را از دست داد. همچنین در میان کولبرانی که هم‌زمان با اعتراضات سراسری در مرزها توسط نیروهای مسلح حکومتی در مرزها کشته شده‌اند، بیش‌ترین آمار مربوط به مرز «هنگژال» بانه است که ۵ قربانی به همراه داشته است.
این عضو هیئت مدیره کولبر نیوز، ضمن برشمردن اسامی کولبران جان‌باختگان هم‌زمان با اعتراضات سراسری، تأکید کرد که این افراد همگی با شلیک مستقیم گلوله جنگی نیروهای مسلح حکومتی کشته شده‌اند: «اسماعیل عبدی اهل جوانرود، بهاالدین احمدی، اهل سقز، کریم آسمانی، اهل بانه در فاصله بین ۲۵ تا ۳۰شهریور، مختار میرویسی اهل ثلاث باباجانی، شوانه مرادی‌اقدم اهل پیرانشهر، سامان زارعی اهل بانه، شهرام واصلی اهل بانه، میکائیل تالانه اهل پیرانشهر، کاروان گلزاری اهل مریوان، رحمان مام‌خضری اهل پیرانشهر در مهر و اسماعیل علیزاده، اهل سردشت نیز ۵ آبان سال جاری در پی شلیک مستقیم نیروهای مرزبانی در مناطق مرزی استان‌های کردستان، کرمانشاه و آذربایجان غربی کشته و ۲۳ کولبر دیگر نیز زخمی شده‌اند.»
سعیدزاده در ادامه اشاره می‌کند در روزهای ۲۹ و ۳۰شهریور که به ترتیب «بهاالدین احمدی»، اهل سقز و «کریم آسمانی»، اهل بانه با شلیک مستقیم نیروهای هنگ مرزی بانه کشته شدند، این دو شهر صحنه اعتراضات وسیع مردمی و سرکوب شدید معترضان توسط نیروهای مسلح حکومتی بوده است.

## گزارش کشتار اسب کولبران
کولبر نیوز در گزارشی اعلام کرد که ۳۰آذر نیروهای مسلح هنگ مرزی در مرز هنگژال بانه علاوه بر مصادره بار کولبران، دست‌کم ۱۰ راس اسب که متعلق به کولبران و کاسبکاران در مرز بوده، به گلوله بسته و جان‌شان را گرفته است.
کشتن اسب کولبران و کاسبکاران در مرز بانه، واکنش فعالان مدنی، زیست‌محیطی و مردم بانه را هم به دنبال داشته است.

## انتشار آمار کشتار کولبران در دوران دولتابراهیم رئیسی
کولبر نیوز در گزارشی که به مناسبت مرگ ابراهیم رئیسی رئیس‌جمهور جمهوری اسلامی ایران منتشر کرد اعلام نمود که از روز تحلیف ریاست‌جمهوری، ابراهیم رئیسی در دوازدهم مردادماه ۱۴۰۰ تا زمان مرگ او در روز یک‌شنبه سی اردیبهشت‌ماه ۱۴۰۳، جمعاً ۹۰۴ کولبر در نوارمرزی کردستان کشته و زخمی شده‌اند. از مجموع ۹۰۴ کولبر کشته و زخمی، ۱۱۹ کولبر معادل(%۱۳) کشته و ۷۸۵ کولبر معادل(%۸۷) زخمی شده‌اند. از مجموع ۹۰۴ کولبر کشته و زخمی ۶۹۱ مورد معادل (%۷۶) با تیراندازی مستقیم نیروهای نظامی رژیم صورت گرفته است.